# 少鱗擬鮃
少鱗擬鮃（学名：Parabothus kiensis），又名扁魚、皇帝魚、半邊魚、比目魚，为輻鰭魚綱鰈形目鰈亞目鮃科擬鮃屬下的一个种，分布於印度西太平洋區，從日本南部至澳洲西北部、新喀里多尼亞海域，為深海魚類，棲息深度200-400公尺，體長可達20.3公分，棲息在底層水域，以小型底棲生物為食，可做為食用魚。